# Luizyt

Wzór strukturalny luizytu a

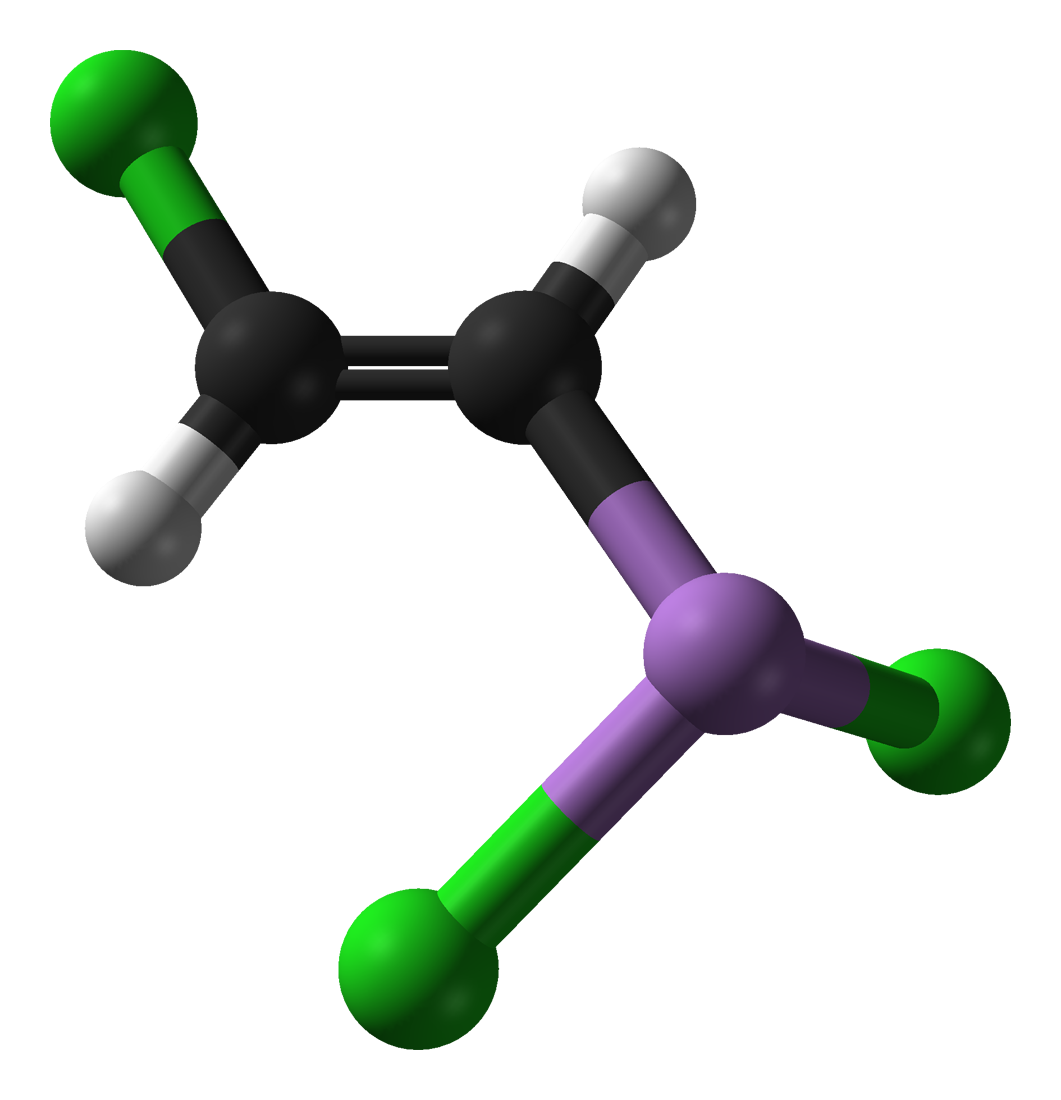
Model cząsteczki luizytu A

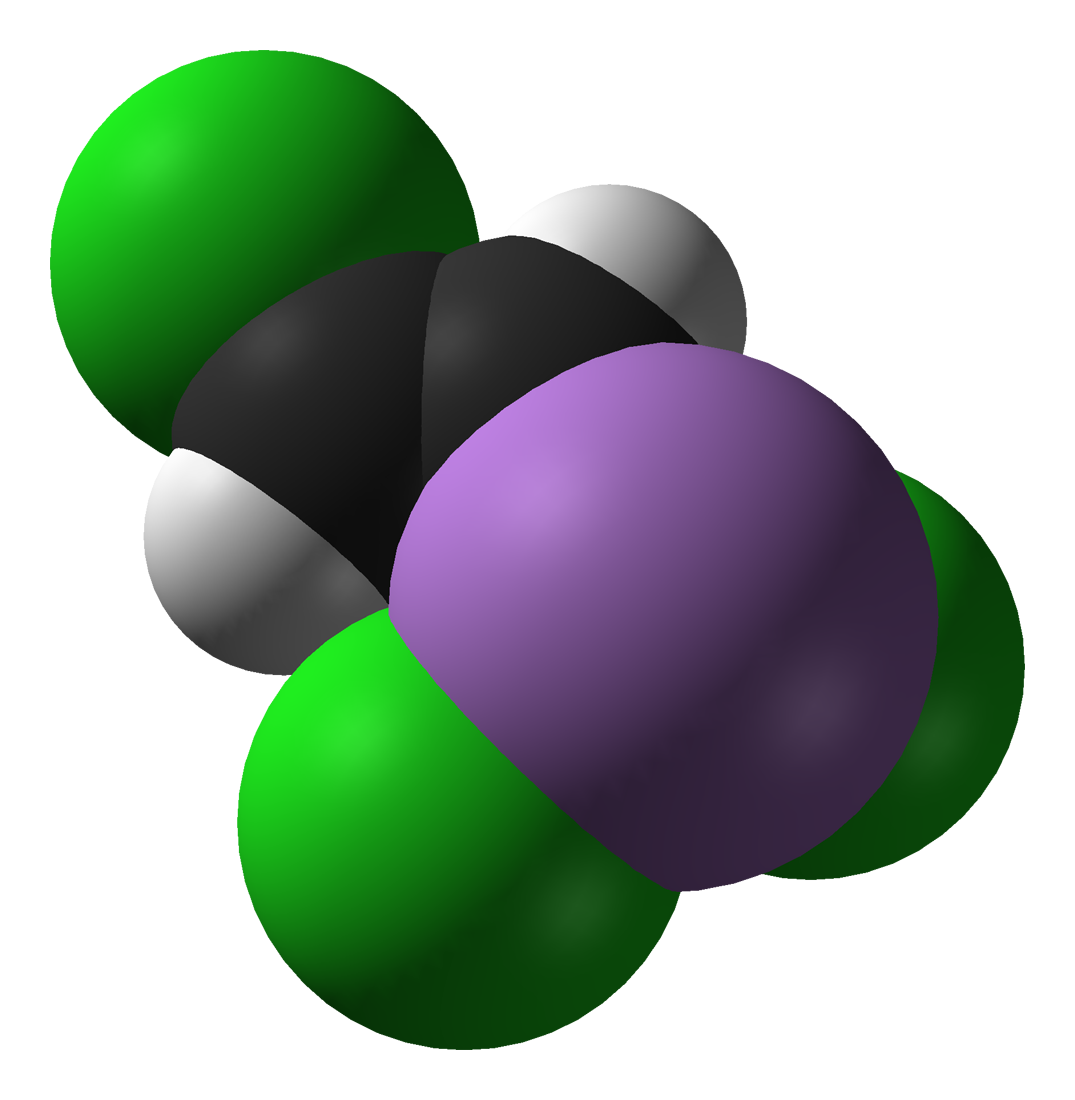
Model czaszowy (kulowy) cząsteczki luizytu A

Luizyt (tzw. rosa śmierci) – parzący bojowy środek trujący. Zwykle nazwą luizyt określa się produkt techniczny stanowiący mieszaninę trzech związków chemicznych:
- 2-chlorowinylodichloroarsyny, Cl-CH=CH-AsCl2 (luizyt A lub alfa)
- bis-(2-chlorowinylo)chloroarsyny, (Cl-CH=CH)2-AsCl (luizyt B lub beta)
- tris-(2-chlorowinylo)arsyny, (Cl-CH=CH)3As (luizyt C)

Najsilniejsze właściwości parząco-trujące posiada luizyt A.
Pierwszy raz otrzymany przez Juliusa Nieuwlanda i opisany w jego pracy doktorskiej dotyczącej reakcji acetylenu. Prace nad syntezą tych związków rozpoczęto w USA i w Niemczech w 1917 r. Nazwa luizyt pochodzi od nazwiska amerykańskiego chemika, płk. Winforda Lee Lewisa, który dotarł do pracy naukowej Nieuwlanda. Pod koniec I wojny światowej w USA rozpoczęto produkcję luizytu na skalę przemysłową, jednakże nie został użyty w działaniach wojennych.
Oznaczenie NATO: L

## Luizyt A
Luizyt A jest ciężką, bezbarwną, ruchliwą cieczą o gęstości 1,88 g/cm³ o charakterystycznym zapachu pelargonii. Wrze w temperaturze 190 °C z rozkładem, krzepnie w −10 °C. W czasie przechowywania przebarwia się początkowo na kolor różowy, później fioletowy i brunatnoczarny. Maksymalne stężenie par wynosi 2,3 mg/dm³ (przy 20 °C). Luizyt A jest dobrze rozpuszczalny w rozpuszczalnikach organicznych, olejach i tłuszczach. Rozpuszczalność w wodzie wynosi ok. 0,5 g/dm³. Bez ograniczeń miesza się z iperytem siarkowym, difosgenem i wieloma fosforoorganicznymi bojowymi środkami trującymi. Przenika przez tkaniny, gumę, skórę lepiej niż iperyt siarkowy. Hydrolizuje z utworzeniem nielotnego, parzącego, ogólnotrującego tlenku. Luizyt A rozkłada się pod wpływem roztworów wodorotlenków metali I i II grupy. Środki utleniające np. podchloryny powodują utlenienie i rozkład luizytu A do mniej szkodliwego kwasu arsenowego (jest to najskuteczniejsza reakcja odkażająca). W czasie przechowywania w obecności żelaza przegrupowuje się do luizytu B i C.

## Luizyt B
Luizyt B jest lekko żółtawą cieczą o temperaturze wrzenia 230 °C, nierozpuszczalną w wodzie. Dobrze rozpuszcza się w rozpuszczalnikach organicznych. Właściwości chemiczne podobne do luizytu A.

## Luizyt C
Luizyt C jest substancją stałą o temperaturze topnienia 21,5 °C i wrzenia 260 °C. Nierozpuszczalny w wodzie. Rozpuszcza się w rozpuszczalnikach organicznych z wyjątkiem etanolu. Nie hydrolizuje w wodzie.

## Działanie
Luizyty działają trująco po wniknięciu przez skórę i drogi oddechowe. LD50 przez skórę wynosi 20 mg/kg. Parzące działanie luizytów objawia się natychmiast poprzez lekkie pieczenie skażonych odcinków skóry. Przy gęstościach skażeń ok. 0,2 mg/cm³ wiśniowoczerwone pęcherze pojawiają się już po kilku godzinach, tworząc po 2-3 dniach otwarte rany. W przypadku stężeń rzędu 10 mg/cm³ pęcherze pojawiają się po 15 minutach. Oparzenia goją się znacznie szybciej niż w przypadku iperytu siarkowego. Wdychanie par o stężeniu 0,05 mg/dm³ przez 30 min jest śmiertelne. Działanie luizytów na drogi oddechowe objawia się w postaci kaszlu, kichania, utraty głosu, zadyszki i stanów zapalnych płuc. Przy stężeniach 0,01 mg/dm³ po 15 minutach pojawia się zaczerwienienie oczu i opuchlizna w obrębie powiek. LC50: 1300 mg×min/m3, Inhalacyjna dawka obezwładniająca: 300 mg×min/m3. Powtórne zatrucia luizytami mają znacznie cięższy przebieg niż poprzednie.

## Znaczenie militarne
Obecnie luizyty mają mniejsze znaczenie militarne. Ich zasadniczą wadą, dyskwalifikującą je jako etatowe BST, jest niska trwałość w terenie, podatność na hydrolizę i mała odporność na długotrwałe przechowywanie.